# Iraklij Cereteli
Iraklij "Kaki" Georgijevič Cereteli (gruzínsky ირაკლი წერეთელი, rusky Ираклий Георгиевич Церетели, 20. listopadu 1881, Kutaisi, Ruské impérium – 20. května 1959, New York, NY, USA) byl gruzínský politik a představitel menševiků.

## Život

### Mládí
Iraklij Cereteli se narodil v Kutaisi v rodině spisovatele Georgije Cereteliho, který pocházel ze starobylé rodiny.
Cereteli studoval na Lomonosovově univerzitě, kde se účastnil studentských protestů. Po jedné z podobných demonstraci v roce 1902 byl zatčen a deportován na Sibiř. Po propuštění se Cereteli připojil k Ruské sociálně demokratické dělnické straně.

### Menševik
Roku 1903, kdy se strana rozdělila, se Cereteli přidal na stranu menševiků. Stal se editorem menševických novin Kvali, brzy však odjel do Německa z důvodů nedůvěry ke svým kolegům.
Během revoluce roku 1905 se Cereteli vrátil do Ruska a byl zvolen do Dumy jako představitel menševiků. Když byla Duma rozpuštěna, byl Cereteli odsouzen k pěti letům vězení a v roce 1913 deportován do Irkutsku. Tam se stal vůdcem skupinky deportovaných revolucionářů, většinou menševiků (objevili se však také Eseři a bolševici).

### Politik
Cereteli se po únorové revoluci roku 1917 vrátil do Petrohradu a stal se členem Petrohradského sovětu. Byl také pro pokračování války proti Německu. Cereteli se brzy stal členem Prozatímní vlády jako ministr pošty a telegrafů, a jako ministr vnitra.
Po říjnové revoluci byl na Cereteliho vydán zatykač. Ten se mezitím vrátil do Gruzie, která se roku 1918 stala Gruzínskou demokratickou republikou. Nebyl významným členem vlády, ale získal křeslo v ústavodárném shromáždění a reprezentoval zemi na Pařížské mírové konferenci. Když roku 1921 převzala Rudá armáda kontrolu nad Gruzií, Cereteli zůstal v zemi, ale emigroval v roce 1923 do Paříže.

### Exil
Cereteli zůstal zjevným internacionalistou a nepřijal myšlenky nacionalismu jako mnoho jeho spolupracovníků. Zůstal sice bojovníkem za nezávislost Gruzie, ale odmítl slova Noe Žordaniji, že "bolševická nadvláda je totožná s nadvládou carského Ruska". Ačkoli byla v Paříži vytvořena exilová gruzínská vláda, Cereteli v ní žádnou roli nesehrál.
V roce 1940 odešel Cereteli do Spojených států, kde psal o ruské historii a kde také roku 1959 zemřel.